# وزارة أمن الدولة (الصين)

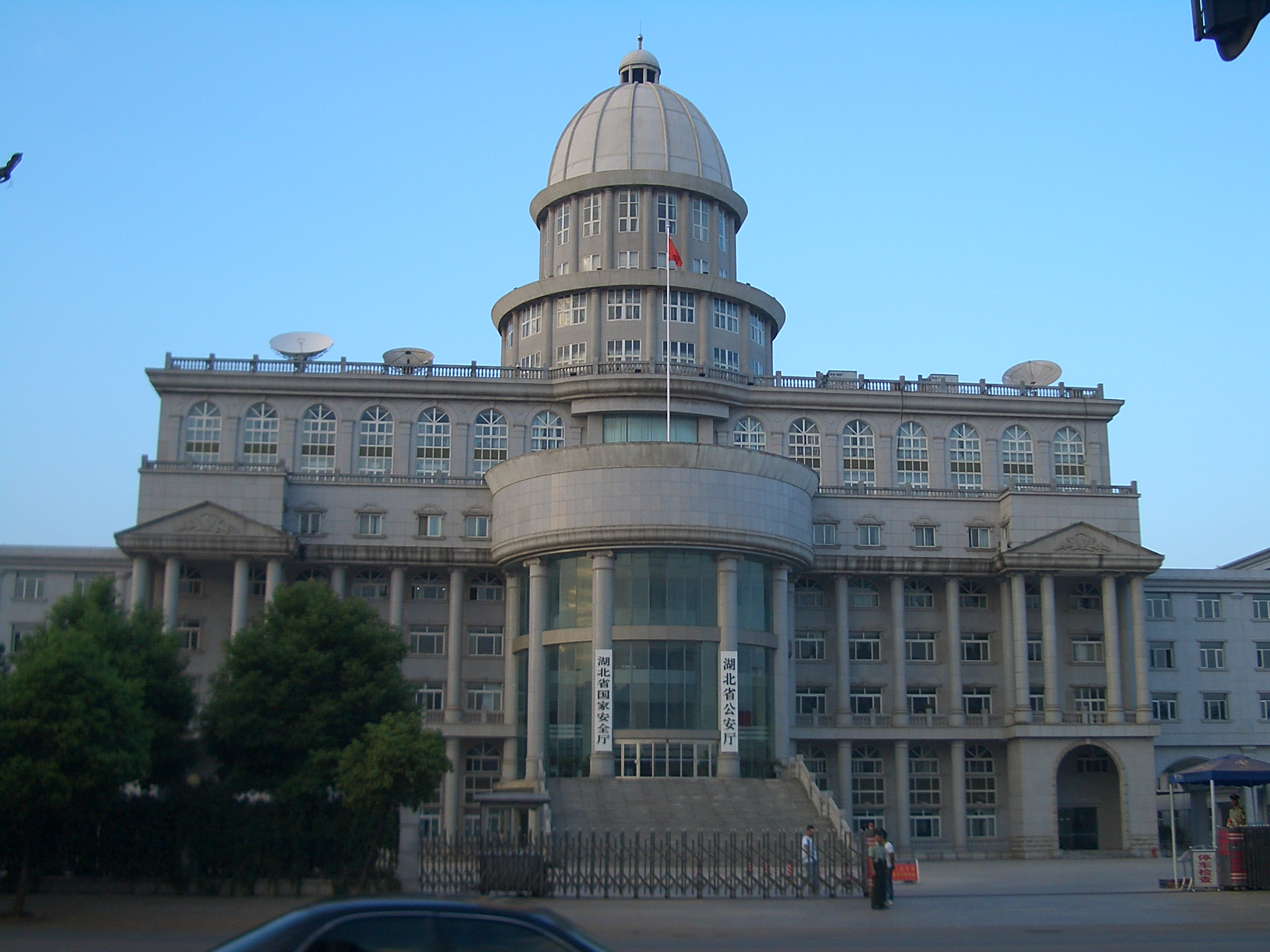
مقر وزارة أمن الدولة ووزارة الأمن العام في مدينة ووهان بمقاطعة هوبى

وزارة أمن الدولة الصينية (بالحروف صينية مبسطة : 国家安全部, النظام الرسمي لكتابة الصينية بالحروف اللاتينية في الصين بينيين: Guójiā Ānquánbù), يرمز لها ب MSS أي Chinese Ministry of State Security هي وكالة أمنية وجهاز مخابرات تابع لجمهورية الصين الشعبية، مسؤولة عن مكافحة التجسس والاستخبارات الخارجية والأمن السياسي. يقع مقرها الرئيسي بالقرب من وزارة الأمن العام لجمهورية الصين الشعبية في بكين.
وحسب المادة 4 من قانون الإجراءات الجنائية الصيني تتوفر وزارة أمن الدولة الصينية على نفس سلطة الشرطة العادية في اعتقال أو ٱحتجاز كل من له علاقة بجرائم أمن الدولة تحت إشراف النيابات والمحاكم.

## أنشطة
في عام 2017، دخل مسؤولون في أمن الدولة الصيني إلى الولايات المتحدة بتأشيرات عبور لا تسمح لهم بممارسة أعمال رسمية. وخلال زيارتهم حاول المسؤولون إقناع المنشق الصيني غيو وينغي بالعودة إلى الصين. كان غيو وينغي قد قبل الاجتماع بدافع الامتنان لأحد المسؤولين الذي ساعده في إحضار زوجته إلى أمريكا. ومع ذلك، سجل غيو وينغي المحادثات ونبه مكتب التحقيقات الفيدرالي. في وقت لاحق، واجه المسؤولون الصينيون عملاء مكتب التحقيقات الفيدرالي في محطة قطار بنسلفانيا، والين ادعوا أولاً أنهم دبلوماسيون ثقافيون، فبل أن يعترفوا في النهاية بأنهم مسؤولون أمنيون. بناء على ذلك تلقى المسؤولون الصينيون تحذيرا بشأن أنشطتهم في نيويورك وأُمروا بالعودة إلى الصين.
بعد يومين، زار المسؤولون شقة غيو وينغي مرة أخرى قبل مغادرة البلاد. وأثناء إقامتهم الثانية في الشقة، زعم المسؤولون أنهم تناولوا فطائر صنعتها زوجة غيو وينغي، الذي طردهم خارج المبنى بعد أن رفض مرة أخرى عرضهم بالصمت مقابل الحصانة. كان مكتب التحقيقات الفيدرالي على علم بالزيارة الثانية وكان الضباط على استعداد لاعتقال مسؤولي الأمن الصينيين في مطار جون إف كينيدي الدولي قبل رحلة طيران الصين بسبب الاحتيال والابتزاز، ومع ذلك، لم تتم أي اعتقالات بعد ضغط من وزارة الخارجية لتفادي حدوث أزمة دبلوماسية. ومع ذلك، صادر مكتب التحقيقات الفيدرالي هواتف المسؤولين الصينيين قبل إقلاع الطائرة.